# Bartolomeo Pico
Bartolomeo Pico (1235 – 1291) è stato un condottiero italiano.

## Biografia
Era figlio di Prendiparte I Pico, signore di Quarantoli, e di Algarda degli Aleardi, figlia di Niccolò degli Aleardi. La madre, divenuta vedova, si rinchiuse nel monastero di Santa Chiara in Modena, fondato da sua sorella Giovanna.
Insieme ai cugini Giovanni e Niccolò (†1316), figli di Francesco Pico (†1267), possedeva numerosi castelli a Borzano (poi ceduti ai Manfredi in cambi di altre corti), Spilamberto, Castelvetro e Modena.
Il 15 febbraio 1267 i Pico stipularono un contratto di permuta con la famiglia Prendiparte di Bologna, al fine di evitare la perdita di ulteriori beni nel modenese. Poco dopo, Bartolomeo (che aveva sposato Luisa Pallavicino, esponente di una delle famiglie più illustri del ghibellinismo padano) fu costretto a cedere ai guelfi modenesi il castello della Mirandola e la Motta dei Papazzoni a Cividale. Le fortificazioni della Mirandola e della Motta furono in quell'occasione immediatamente distrutte dai modenesi.

## Discendenza
Bartolomeo Pico sposò Aledisia Pallavicino (1254-?), figlia di Umberto o Ubertino Pallavicino, marchese di Pellegrino e podestà di Cremona. Ebbe i seguenti figli:
- Agnese, sposò Antonio Grimaldi e testò nel 1312;
- Francesco (1272-1321), primo signore e vicario imperiale della Mirandola e podestà di Modena, rinchiuso dal duca Passerino nella torre di Castel d'Ario con i figli, dove morirono di fame;
- Simona, sposò Ugolino da Savignano;
- Giovanna, sposò Guglielmo Grassone.